# Tijdrijden
Het tijdrijden is een discipline in de wielersport. De wedstrijd in deze discipline wordt tijdrit genoemd.

## Individuele tijdrit

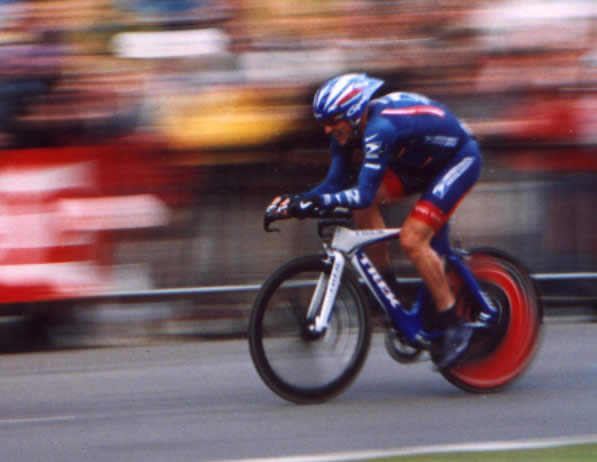
Lance Armstrong tijdens de proloog van de Ronde van Frankrijk 2004

Bij een tijdrit vertrekken de rijders individueel met een vast interval ertussen en moeten zij een parcours zo snel mogelijk afleggen. Het is hierbij niet toegestaan te stayeren, dat wil zeggen dicht achter een andere renner rijden. Op deze manier wordt geprobeerd de omstandigheden voor alle renners zo veel mogelijk gelijk te houden. Deze discipline heeft tot belangrijke verbeteringen aan de aerodynamica van de gebruikte fiets geleid.
Individuele tijdritten vormen een belangrijk onderdeel van meerdaagse wielerwedstrijden zoals de Ronde van Frankrijk. Een renner moet voor het winnen van zo'n ronde goed kunnen tijdrijden. Een renner die goed tijdrijden combineert met goed klimmen kan hoog eindigen in het eindklassement.

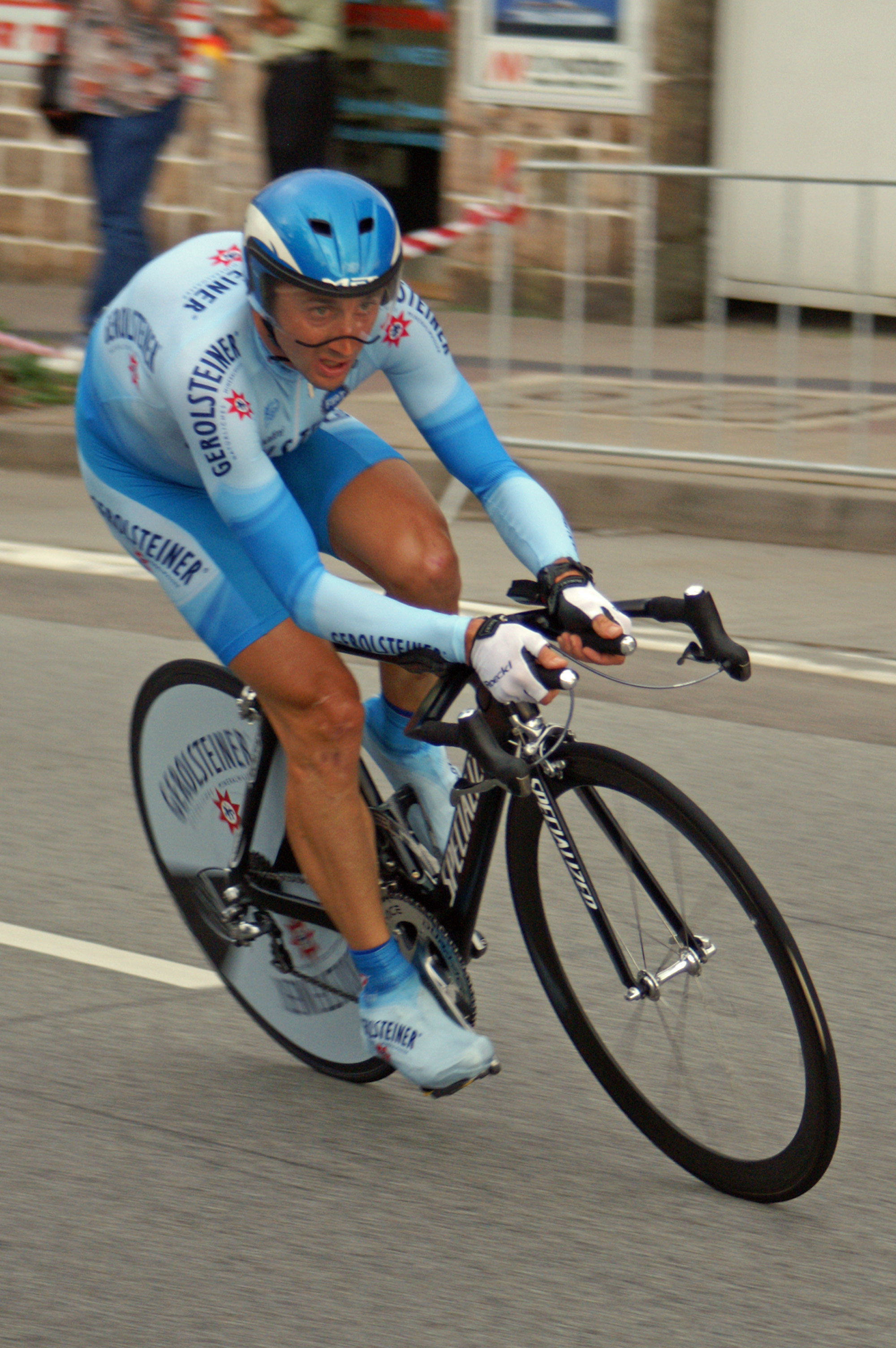
Davide Rebellin

### Proloog
Bij etappewedstrijden rijdt men vaak op de eerste dag een proloog, een korte tijdrit van enkele kilometers. De tijdverschillen tussen de renners zijn dan ook klein in zo'n proloog. Ondanks die kleine verschillen bestaan er echte proloogspecialisten, zoals de Brit Chris Boardman.

### Klimtijdrit
Een klimtijdrit is een tijdrit waarin een aanzienlijk hoogteverschil moet worden overbrugd. Vaak is de finish bergop en niet zelden bestaat de tijdrit uit slechts deze klim. Door de lage snelheid bergop speelt aerodynamica een minder belangrijke rol, zodat klimmers vaker zulke wedstrijden winnen dan pure tijdritspecialisten.

## Koppeltijdrit
Een koppeltijdrit is een tijdrit die in koppels wordt verreden. Twee renners moeten samen de tijdrit afleggen en ook samen over de streep komen. Koppeltijdritten zijn een stuk zeldzamer dan individuele en ploegentijdritten, zeker omdat deze discipline zo goed als nooit wordt opgenomen in een rittenkoers.

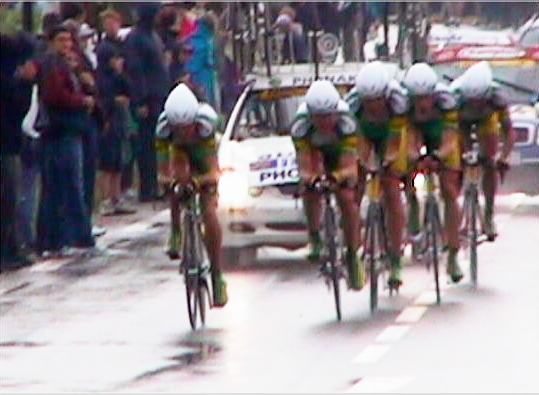
Phonak Hearing Systems tijdens een ploegentijdrit, Ronde van Frankrijk 2004

## Ploegentijdrit
Een ploegentijdrit is een tijdrit die tegelijk wordt afgelegd door alle renners van een ploeg. Vaak hoeft niet de hele ploeg, maar slechts een deel, bijvoorbeeld vijf renners, de eindstreep te passeren voordat de tijd wordt stopgezet.
Meestal komen ploegentijdritten voor in rondes (de Ronde van Frankrijk bevat soms een ploegentijdrit), de Ploegentijdrit in Eindhoven was een van de weinige losstaande ploegentijdritten.

## Eendaagse tijdritten
Er is een aantal eendaagse wedstrijden die als tijdrit worden verreden, maar deze wedstrijden kenden zelden een grote populariteit. De meeste eendaagse tijdritten worden als koppeltijdrit verreden. Voorbeelden van zulke wedstrijden zijn:
- De Grote Prijs Eddy Merckx in Brussel, België (bestaat niet meer)
- De LuK Challenge in Bühl, Duitsland
- De Chrono des Nations in de Vendée

Een bekende eendaagse individuele tijdrit is de tijdrit op het wereldkampioenschap wielrennen.
In niet-traditionele wielerlanden, zoals Groot-Brittannië en Zweden zijn eendaagse tijdritten wél een populaire vorm van wielrennen.

## Bekende tijdritspecialisten

### Actief
- Wout van Aert
- Victor Campenaerts
- Jonathan Castroviejo
- Rémi Cavagna
- Rohan Dennis
- Remco Evenepoel
- Chris Froome
- Filippo Ganna
- Stefan Küng
- Tadej Pogačar
- Primož Roglič
- Geraint Thomas
- Kasper Asgreen

### Historisch
- Tony Martin
- Tom Dumoulin
- Jacques Anquetil
- Lance Armstrong
- Chris Boardman
- László Bodrogi
- Santiago Botero
- Ferdinand Bracke
- Erik Breukink
- Fabian Cancellara
- Fausto Coppi
- Cadel Evans
- Laurent Fignon
- Bert Grabsch
- Andrij Grivko
- Tyler Hamilton
- Bernard Hinault
- Serhij Hontsjar
- Raymond Impanis
- Miguel Indurain
- Vladimir Goesev
- Laurent Jalabert
- Vjatsjeslav Jekimov
- Bobby Julich
- Vasil Kiryjenka
- Ferdy Kübler
- Levi Leipheimer
- Greg LeMond
- Gustav Larsson
- Adriano Malori
- Bradley McGee
- Eddy Merckx
- David Millar
- Francesco Moser
- Abraham Olano
- Ole Ritter
- Roger Rivière
- Michael Rogers
- Tony Rominger
- Ondřej Sosenka
- Didi Thurau
- Svein Tuft
- Jan Ullrich
- Eric Vanderaerden
- Rik Verbrugghe
- Aleksandr Vinokoerov
- Bradley Wiggins
- Alex Zülle